# Wohnsiedlung Kürberghang
Die Wohnsiedlung Kürberghang entstand anfangs der 1980er-Jahre auf dem Dach eines Trinkwasser-Reservoirs in Höngg. Sie ist die einzige kommunale Wohnsiedlung der Stadt Zürich, die für Bewohner mit hohem Einkommen erstellt wurde.

## Lage
Die Siedlung liegt am Hönggerberg unterhalb der Emil-Klöti-Strasse, die vom Standort Hönggerberg der ETH Zürich in Richtung Stadtspital Waid und Bucheggplatz führt. Die Lage in einem vornehmen Wohnviertel am Sonnenhang bietet eine grosse Aussicht über die Stadt. Mit der Busstation «Wingert» ist die Siedlung an den öffentlichen Verkehr angeschlossen.

## Geschichte
Mit dem Ausbau der Wasserversorgung der Stadt wurden um die 1980er-Jahre sieben neue Reservoirs gebaut. Die vier Mehrfamilienhäuser stehen auf dem Dach des Reservoir Höngg. Sie konnten verhältnismässig günstig erstellt werden, da Kosten für Fundament und Aushub entfielen. Bei der Bebauung mussten aber die Grundrisse das Stützenraster der Wasserkammern des Reservoirs berücksichtigt werden.

## Architektur
Die vier Gebäude mit Flachdach sind in zwei Zeilen frei stehend entlang dem Hang angeordnet. Unter ihnen befindet sich eine dreistöckige Tiefgarage und das Reservoir. Die Häuser der oberen Zeile haben vier Geschosse und eine Attika-Wohnung. Die untere Zeile besteht aus Reihenhäusern mit zweistöckigen Maisonette-Wohnungen. In der Siedlung sind 21 Wohnungen mit 3 ½ Zimmer bis 7 ½ Zimmer untergebracht, davon sechs 5 ½ und sechs 6 ½-Wohnungen.